# Парагвајски рат
Рат Тројног савеза, познат и као Парагвајски рат, трајао је од 1864. до 1870. између Парагваја и савезничких земаља Аргентине, Бразила и Уругваја. То је био најкрвавији сукоб у историји Латинске Америке.
Парагвај је годинама био у царинским и граничним препиркама и на ивици рата са својим већим и моћнијим сусједима, Аргентином и Бразилом. Уругвај је такође истрајао на својој независности од истих, посебно од Аргентине, због језичке блискости.
У октобру 1864, Бразил (чији је владар био цар Педро II) је војно интервенисао и помогао лидеру уругвајске Колорадо партије Венансију Флоресу да збаци тадашњег председника Уругваја Атанасија Агиреа из ривалске Бланко партије, након чега је диктатор Парагваја, маршал Франсиско Солано Лопез, у увјерењу да је угрожена регионална равнотежа снага, кренуо у рат против Бразила. Војни сукоб са Бразилом је евидентно био неизбјежан, али одлука о Парагвајској инвазији на Аргентинску провинцију Коријентес испоставиће се као погубна. Бартоломеј Митре, предсједник Аргентине, је затим организовао савез између Аргентине, Бразила и Уругваја под контролом Колорадоса (Тројни савез), који су заједнички објавили рат Парагвајцима 1. маја 1865.
Лопезови су поступци били наставак његовог гомилања војске (састављена од 50.000 људи, била је тада најјача у Латинској Америци) и препознати су од многих као агресија због самопромоције и повећања националног територија, али, како се рат продужавао, многи Аргентинци и други су почели рат гледати као освајачки поход свог предсједника Митреа и Педра II.
На почетку сукоба, 1865, Парагвајске су снаге напредовале на сјевер у бразилску провинцију Мату Гросу и јужно у провинцију Рио Гранди ду Сул. Логистички проблеми и гомилање савезничких снага, које су ускоро надјачале парагвајске у односу од десет према један, присилили су Парагвајце да се повуку иза својих граница. У јуну 1865. бразилска морнарица је потукла парагвајску флоту на ријеци Парана, близу Аргентинског града Коријентеса; до јануара 1866, савезници су блокирали све ријеке према Парагвају. У априлу Митре је повео савезничку инвазију у југозападни Парагвај, али је двије године спречаван у напредовању. Вођене су жестоке битке; најчувенија, у којој је Парагвај (под вођством храброг генерала Хосе Едувихиса Дијаза) код Курупаитија (Curupayty) у септембру 1866. извојевао побједу, која је зауставила сваку даљу савезничку офанзиву на годину дана. Обје стране су у кампањи претрпјеле тешке губитке.
У јануару 1868, Митре је замјењен на позицији главног заповједника бразилским маркизом (касније војводом) де Кашиас. У фебруару бразилска оклопна пловила су пробила парагвајску линију одбране код ријечне тврђаве Умаита (Humaitá), близу ушћа ријека Парана и Парагвај, и продужиле да бомбардују главни град, Асунсион. У кампањи Ломас Валентинас у децембру, парагвајска војска је уништена. Непријатељ улази у Асунсион 5. јануара 1869. Лопез се са преосталом војском повукао на сјевер гдје је водио герилски рат све док није убијен 1. марта 1870. на локацији Серо Кора (Cerro Cora). Током сукоба је било неколико покушаја да се дође до мирног решења, међутим савезници (нарочито Бразил) жељели су потпуну елиминацију Парагваја као регионалне силе. Истакнути Парагвајски генерали Бернардино Кабаљеро (Bernardino Caballero) и Франсиско Исидоро Рескин (Francisco Isidoro Resquin) су преживјели рат, као и Лопезова супруга Елиза Линч (Eliza Lynch).
Парагвајци су били фанатички одани Лопезу и ратном напору, што је резултовало њиховом борбом до крајњих граница. Рат је потпуно уништио Парагвај; његово предратно становништво од отприлике 600.000 се до 1871. смањило на око 221.000 од чега само око 28.000 мушкараца. Током сукоба Парагвајци нису патили само због рата него и због неухрањености, болести и Лопезове диктатуре под којом су бројни мучени и убијени. Аргентина и Бразил су анектирали око 140.000 km² парагвајске територије, Аргентина је узела велики дио регије Мисионес и дио Чака између ријека Бермехо и Пилкомајо; Бразил је за освојену територију повећао своју провинцију Мато Гросо. Обје су земље захтјевале велику одштету (која никад није плаћена) и окупирале Парагвај до 1876.
У међувремену, Колорадоси су учврстили своју власт у Уругвају којим су владали све до 1958. године. Биле су потребне деценије да се Парагвај опорави од хаоса и демографског дисбаланса. Посљедице су видљиве и дан данас. Маршал Франсиско Лопез данас ужива епитет највећег Парагвајског хероја.

## Залеђина

### Територијални спорови
Од њихове независности од Португалије и Шпаније почетком 19. века, Бразилско царство и шпанско-америчке земље Јужне Америке биле су узнемираване територијалним споровима. Свака нација у овом региону имала је граничне сукобе са више суседа. Већина је имала преклапања полагања права на исте територије, због нерешених питања која су протицала из њихових бивших метропола. Потписан од стране Португалије и Шпаније 1494. године, Уговор из Тордесиљаса се показао неефикасним у наредним вековима, пошто су обе колонијалне силе прошириле своје границе у Јужној Америци и другде. Застареле граничне линије нису представљале стварну окупацију земље од стране Португалаца и Шпанаца.
До раних 1700-их, споразум из Тордесиљаса се сматрао не корисним, и обема странама је било јасно да новији уговор мора да се састави на основу изводљивих граница. Године 1750, Мадридски уговор је раздвојио португалско и шпанско подручје Јужне Америке у линијама које су углавном одговарале данашњим границама. Ни Португалија ни Шпанија нису биле задовољне резултатима, те су у наредним деценијама потписани нови уговори који су или успостављали нове територијалне линије или их укидали. Коначни споразум који су потписале обе силе, Уговор из Бадахоса из 1801. године, поново је потврдио важност претходног Уговора из Сан Илдефонса (1777), који је произашао из старијег Мадридског уговора.
Територијални спорови су се погоршали када је вицекраљевство Рио де ла Плате пропало током раних 1810-их, што је довело до успона Аргентине, Парагваја, Боливије и Уругваја. Историчар Пелјам Хортон Бокс је написао: „Империјална Шпанија је завештала еманципованим шпанско-америчким нацијама не само своје граничне спорове са португалским Бразилом, већ и проблеме који је нису узнемирили, у вези са тачним границама њених сопствених вицекраљева, генералних капетанија, аудијенција и провинција." Једном раздвојене три земље су се посвађале око територија које су углавном биле немапиране или непознате. Оне су биле слабо насељене или су биле насељене домородачким племенима која нису признавала ни једну страну. У случају Парагваја и Бразила, проблем је био да се дефинише да ли реке Апа или Бранко треба да представљају њихову стварну границу, што је стално питање које је збуњивало Шпанију и Португал у касном 18. веку. Неколико домородачких племена насељавало је регион између две реке, и ова племена су нападала бразилска и парагвајска насеља која су им била локална.

### Политичка ситуација пре рата
Постоји неколико теорија о пореклу рата. Традиционално гледиште наглашава да је политика парагвајског председника Франциска Солано Лопеза користила Уругвајски рат као изговор за преузимање контроле над басеном Плате. То је изазвало одговор регионалних хегемона, Бразила и Аргентине, који су имали утицај на много мање републике Уругвај и Парагвај. Рат се такође приписује последицама колонијализма у Јужној Америци са граничним сукобима између нових држава, борбом за моћ међу суседним нацијама око стратешког региона Рио де ла Плата, мешањем Бразила и Аргентине у унутрашњу уругвајску политику (што је већ било изазвало Платински рат), напоре Солана Лопеза да помогне својим савезницима у Уругвају (које су Бразилци поразили) и његове претпостављене експанзионистичке амбиције.
Снажна војска је развијена јер су већи суседи Парагваја, Аргентина и Бразил, имали територијалне претензије према њему и желели су да политички доминирају њиме, као што су и једни и други већ учинили у Уругвају. Парагвај је имао периодичне граничне спорове и тарифне проблеме са Аргентином и Бразилом дуги низ година током владавине Солано Лопезовог претходника и оца, Карлоса Антонија Лопеза.

### Регионална напетост
У времену откако су Бразил и Аргентина постали независни, њихова борба за хегемонију у региону Рио де ла Плате дубоко је обележила дипломатске и политичке односе међу земљама региона.
Бразил је био прва земља која је признала независност Парагваја 1844. У то време Аргентина га је још увек сматрала отцепљеном покрајином. Док је Аргентином владао Хуан Мануел Росас (1829–1852), заједнички непријатељ и Бразила и Парагваја, Бразил је допринео побољшању утврђења и развоју парагвајске војске, шаљући званичнике и техничку помоћ у Асунсион.
Пошто ниједан пут није повезивао унутрашњу провинцију Мато Гросо са Рио де Жанеиром, бразилски бродови су морали да путују кроз територију Парагваја, идући уз реку Парагвај да би стигли у Кујабу. Међутим, Бразил је имао потешкоћа да добије дозволу од владе у Асунсиону да слободно користи реку Парагвај за своје транспортне потребе.

### Уругвајски прелудиј
Бразил је извршио три политичке и војне интервенције у политички нестабилном Уругвају:
- 1851. против Мануела Ориба у циљу борбе против аргентинског утицаја у земљи и окончања Велике опсаде Монтевидеа;
- 1855. године, на захтев уругвајске владе и Венансија Флореса, лидера Колорадске партије, коју је традиционално подржавало Бразилско царство;
- 1864. против Атанасија Агира. Ова последња интервенција је довела до Парагвајског рата.

Дана 19. априла 1863. године, уругвајски генерал Венансио Флорес, који је тада био официр у аргентинској војсци као и вођа Колорадске партије Уругваја, извршио је инвазију на своју земљу, покренувши Ослободилачки крсташки поход уз отворену подршку Аргентине, која је снабдевала побуњенике оружјем, муницијом и са 2.000 људи. Флорес је желео да збаци владу Бланко партије председника Бернарда Бера,‍:24 која је била у савезу са Парагвајем.‍:24
Председник Парагваја Лопез је 6. септембра 1863. послао ноту аргентинској влади, тражећи објашњење, али је Буенос Ајрес негирао било какву умешаност у Уругвај.‍:24 Од тог тренутка, у Парагвају је уведена обавезна војна служба; фебруара 1864. додатних 64.000 људи је регрутовано у војску.‍:24
Годину дана након почетка Ослободилачког крсташког похода, у априлу 1864, бразилски министар Жозе Антонио Сарајива стигао је у уругвајске воде са царском флотом, да захтева исплату штете нанете фармерима Рио Гранде до Сула у граничним сукобима са уругвајским фармерима. Уругвајски председник Атанасио Агире, из странке Бланко, одбацио је захтеве Бразила, изнео сопствене захтеве и затражио помоћ од Парагваја. Да би решио растућу кризу, Солано Лопез се понудио као посредник у уругвајској кризи, пошто је био политички и дипломатски савезник уругвајских Бланкоса, али је понуду Бразил одбио.
Бразилски војници на северним границама Уругваја почели су да пружају помоћ Флоресовим трупама и узнемиравали су уругвајске официре, док је царска флота снажно притискала Монтевидео. У периоду јун–август 1864. године у Буенос Ајресу је потписан Уговор о сарадњи између Бразила и Аргентине, за међусобну помоћ у кризи Платског басена.
Бразилски министар Сарајива је 4. августа 1864. упутио ултиматум уругвајској влади: или ће се повинује захтевима Бразила, или ће бразилска војска узвратити. Влада Парагваја је била обавештена о свему овоме и послала је Бразилу поруку, у којој се делом наводи:
Влада Републике Парагвај ће размотрити сваку окупацију Оријенталне територије [тј. Уругвај] као покушај против равнотеже држава региона Платине који интересује Републику Парагвај као гаранцију њене безбедности, мира и просперитета; и да на најзваничнији начин протестује против тог чина, одричучи се за будуће сваке одговорности која може произаћи из садашње декларације.— Хозе Бержес, парагвајски канцелар, Вијани де Лими, бразилском министру парагвајске владе. 30. августа 1864.
Бразилска влада, вероватно верујући да ће парагвајска претња бити само дипломатска, одговорила је 1. септембра, наводећи да „никада неће одустати од дужности заштите живота и интереса бразилских поданика“. Али у свом одговору, два дана касније, Парагвајска влада је инсистирала да „ако Бразил предузме мере против којих је протестовано у ноти од 30. августа 1864. године, Парагвај ће бити под болном неопходношћу да свој протест учини ефективним“.
Дана 12. октобра, упркос парагвајским нотама и ултиматумима, бразилске трупе под командом генерала Жоао Пропицио Мена Барета извршиле су инвазију на Уругвај.‍:24 Међутим, ово није био почетак Парагвајског рата, јер је Парагвај наставио да одржава дипломатске односе са Бразилом још месец дана.
Дана 11. новембра, бразилски брод Маркиз де Олинда, на свом рутинском путовању реком Парагвај до бразилског Мато Гроса, са новим гувернером те провинције, пристао је у Асунсион и преузео угаљ. Завршивши формалности, наставила је пут. Према једном извору, Лопез је цео дан оклевао да ли да прекине мир, рекавши „Ако сада немамо рат са Бразилом, имаћемо га у мање погодном тренутку за себе“. Лопез је тада наредио парагвајском броду Такуари да је прогони и примора је да се врати. Дана 12. новембра Такуари је сустигао Маркиза де Олинду у близини Концепсиона, пуцао преко њених лукова и наредио јој да се врати у Асунсион; када је стигла 13. сви на броду су ухапшени. Парагвај је 12. обавестио бразилског министра у Асунсиону да су дипломатски односи прекинути.
Сукоб између Бразила и Уругваја је решен фебруара 1865. Вест о крају рата донео је Переира Пинто и дочекан је с радошћу у Рио де Жанеиру. Бразилски цар Педро II нашао се на удару од стране масе од више хиљада људи на улицама усред акламација. Међутим, јавно мњење се брзо променило када су новине почеле да објављују приче у којима се споразум од 20. фебруара сматра штетном по бразилске интересе, за шта је окривљена влада. Недавно унапређени виконт од Тамандара и Мена Барето (сада барон од Сао Габријела) подржали су мировни споразум. Тамандаре се убрзо након тога предомислио и сагласио са оптужбама. Члан опозиционе странке, Жозе Парањос, виконт од Рио Бранка, коришћен је као жртвено јагње од стране цара и владе, и срамно је опозван у престоници царства. Оптужба да споразум није испунио бразилске интересе показала се неоснованом. Не само да је Парањос успео да измири сва бразилска потраживања, већ је предупредивши смрт хиљада људи добио вољног и захвалног уругвајског савезника уместо сумњивог и огорченог, што је Бразилу обезбедило важну базу операција током акутног сукоба са Парагвајем који је убрзо уследило.